# Podospongia natalensis
Podospongia natalensis är en svampdjursart som först beskrevs av James Barrie Kirkpatrick 1903.  Podospongia natalensis ingår i släktet Podospongia och familjen Podospongiidae.
Artens utbredningsområde är havet utanför Sydafrika. Inga underarter finns listade i Catalogue of Life.